# Danh sách cầu thủ tham dự Cúp bóng đá châu Phi 1988
Dưới đây là danh sách các đội hình thi đấu tại Cúp bóng đá châu Phi 1988.

## Bảng A

### Algérie
Huấn luyện viên:  Evgeny Rogov
| Số | Vt | Cầu thủ               | Ngày sinh (tuổi)            | Số trận | Câu lạc bộ           |
| -- | -- | --------------------- | --------------------------- | ------- | -------------------- |
| 1  | TM | Nacerdine Drid (c)    | 22 tháng 1, 1957 (31 tuổi)  |         | Mouloudia d'Oran     |
| 16 | TM | Kamel Kadri           | 19 tháng 11, 1963 (24 tuổi) |         | Mouloudia d'Alger    |
| 22 | TM | Nouri Layachi         | 23 tháng 9, 1960 (27 tuổi)  |         | Union d'El Harrach   |
| 5  | HV | Abderrazak Belgherbi  | 29 tháng 10, 1961 (26 tuổi) |         | Olympique de Chlef   |
| 4  | HV | Ali Benhalima         | 21 tháng 1, 1962 (26 tuổi)  |         | Association d'Oran   |
| 19 | HV | Mohamed Chaib         | 20 tháng 5, 1958 (29 tuổi)  |         | RS Kouba             |
| 2  | HV | Mokhtar Kechamli      | 2 tháng 11, 1962 (25 tuổi)  |         | Association d'Oran   |
| 3  | HV | Rachid Maatar         | 27 tháng 6, 1959 (28 tuổi)  |         | Nancy                |
| 20 | HV | Fodil Megharia        | 23 tháng 5, 1961 (26 tuổi)  |         | Olympique de Chlef   |
| 15 | HV | Chaabane Merzekane    | 8 tháng 3, 1959 (29 tuổi)   |         | Mouloudia d'Alger    |
| 10 | TV | Lakhdar Belloumi      | 29 tháng 12, 1958 (29 tuổi) |         | Mouloudia d'Oran     |
| 12 | TV | Kamel Djahmoune       | 16 tháng 6, 1961 (26 tuổi)  |         | Mouloudia d'Alger    |
| 21 | TV | Kader Ferhaoui        | 19 tháng 3, 1965 (22 tuổi)  |         | Montpellier          |
| 6  | TV | Mohamed Kaci Said     | 2 tháng 5, 1958 (29 tuổi)   |         | RS Kouba             |
| 18 | TV | Abdelouahab Maïche    | 30 tháng 11, 1959 (28 tuổi) |         | Mouloudia d'Alger    |
| 8  | TV | Hocine Yahi           | 25 tháng 4, 1960 (27 tuổi)  |         | Jeunesse de Belcourt |
| 17 | TV | Said Meghichi         | 5 tháng 2, 1961 (27 tuổi)   |         | Mouloudia d'Alger    |
| 13 | TĐ | Ahmed Chawki Bentayeb | 1 tháng 5, 1962 (25 tuổi)   |         | Union d'Aïn Béïda    |
| 7  | TĐ | Ali Bouafia           | 5 tháng 8, 1964 (23 tuổi)   |         | Lyon                 |
| 14 | TĐ | Hakim Medane          | 5 tháng 9, 1966 (21 tuổi)   |         | JS Tizi Ouzou        |
| 9  | TĐ | Djamel Menad          | 22 tháng 7, 1960 (27 tuổi)  |         | Nîmes                |

### Bờ Biển Ngà
Huấn luyện viên: Yeo Martial
| Số | Vt | Cầu thủ                 | Ngày sinh (tuổi)            | Số trận | Câu lạc bộ    |
| -- | -- | ----------------------- | --------------------------- | ------- | ------------- |
| 1  | TM | Zagouli Gbolié          |                             |         |               |
|    | TM | Alain Gouaméné          | 15 tháng 6, 1966 (21 tuổi)  |         | ASEC Mimosas  |
| 6  | HV | Sékana Diaby            | 10 tháng 8, 1968 (19 tuổi)  |         | Laval         |
|    | HV | Boris Diecket           | 31 tháng 3, 1963 (24 tuổi)  |         | Tours         |
| 3  | HV | Arsène Hobou            | 30 tháng 10, 1967 (20 tuổi) |         |               |
| 2  | HV | Aka Kouamé              | 6 tháng 4, 1963 (24 tuổi)   |         | ASEC Mimosas  |
|    | HV | Patrice Lago            |                             |         |               |
| 5  | HV | Lué Ruffin              |                             |         |               |
| 12 | HV | Laurent Zahui           | 10 tháng 8, 1960 (27 tuổi)  |         | Rodez         |
|    | TV | Oumar Ben Salah         | 2 tháng 7, 1964 (23 tuổi)   |         | Sète          |
| 7  | TV | Saint-Joseph Gadji-Celi | 1 tháng 5, 1961 (26 tuổi)   |         | Sète          |
| 9  | TV | Youssouf Fofana         | 26 tháng 7, 1966 (21 tuổi)  |         | AS Monaco     |
| 17 | TV | Serge Maguy             | 20 tháng 10, 1970 (17 tuổi) |         | Africa Sports |
|    | TV | Pascal Miézan           | 3 tháng 4, 1959 (28 tuổi)   |         | Africa Sports |
|    | TV | Didier Otokoré          | 26 tháng 3, 1969 (18 tuổi)  |         | Auxerre       |
| 15 | TV | François Zahoui         | 21 tháng 8, 1962 (25 tuổi)  |         | Toulon        |
| 14 | TĐ | Ignace Guédé Gba        | 10 tháng 10, 1964 (23 tuổi) |         | Africa Sports |
| 10 | TĐ | Abdoulaye Traoré        | 4 tháng 3, 1967 (21 tuổi)   |         | Sète          |
|    | TĐ | Amani Yao               | 17 tháng 9, 1963 (24 tuổi)  |         | Africa Sports |

### Maroc
Huấn luyện viên:  José Faria
| Số | Vt | Cầu thủ                  | Ngày sinh (tuổi)            | Số trận | Câu lạc bộ       |
| -- | -- | ------------------------ | --------------------------- | ------- | ---------------- |
|    | TM | Badou Zaki (c)           | 2 tháng 4, 1959 (28 tuổi)   |         | RCD Mallorca     |
|    | TM | Khalil Azmi              | 23 tháng 8, 1964 (23 tuổi)  |         | Wydad Casablanca |
|    | HV | Mustapha El Biyaz        | 12 tháng 12, 1960 (27 tuổi) |         | F.C. Penafiel    |
|    | HV | Tijani El Maataoui       | 17 tháng 12, 1963 (24 tuổi) |         |                  |
|    | HV | Abdelmajid Lamriss       | 12 tháng 2, 1959 (29 tuổi)  |         |                  |
|    | TV | Hassan Benabicha         |                             |         |                  |
|    | TV | Aziz Bouderbala          | 26 tháng 12, 1960 (27 tuổi) |         | FC Sion          |
|    | TV | Abdelmajid Dolmy         | 19 tháng 4, 1953 (34 tuổi)  |         | CLAS Casablanca  |
|    | TV | Mustafa El Haddaoui      | 28 tháng 7, 1961 (26 tuổi)  |         | AS Saint-Étienne |
|    | TV | Abderrazak Khairi        | 20 tháng 11, 1962 (25 tuổi) |         |                  |
|    | TV | Mohamed Timoumi          | 15 tháng 1, 1960 (28 tuổi)  |         | KSC Lokeren      |
|    | TĐ | Moulay El Gharef         | 30 tháng 6, 1965 (22 tuổi)  |         |                  |
|    | TĐ | Hassan Fadil             | 3 tháng 2, 1963 (25 tuổi)   |         | RCD Mallorca     |
|    | TĐ | Abdelkrim Merry "Krimau" | 13 tháng 1, 1955 (33 tuổi)  |         | Matra Racing     |
|    | TĐ | Hassan Nader             | 8 tháng 7, 1965 (22 tuổi)   |         | Wydad Casablanca |
|    |    | Abderrahim Hamraoui      |                             |         |                  |
|    |    | Mourad Jabrane           |                             |         |                  |
|    |    | Mustapha Kiddi           |                             |         |                  |
|    |    | Hassan Mouahid           |                             |         |                  |
|    |    | Lahcen Ouadani           | 14 tháng 2, 1959 (29 tuổi)  |         |                  |

### Zaire
Huấn luyện viên:  Otto Pfister
| Số | Vt | Cầu thủ                   | Ngày sinh (tuổi)            | Số trận | Câu lạc bộ         |
| -- | -- | ------------------------- | --------------------------- | ------- | ------------------ |
|    | TM | Mpangi Merikani           | 4 tháng 4, 1967 (20 tuổi)   |         | DC Motema Pembe    |
|    | HV | John Buana N'Galula       | 23 tháng 6, 1968 (19 tuổi)  |         |                    |
|    | HV | Abayi Kalau               |                             |         |                    |
|    | HV | Mbaki Makengo             | 13 tháng 4, 1969 (18 tuổi)  |         |                    |
|    | HV | Tshota Mutombo            |                             |         |                    |
|    | HV | Mansoni N'Gombo           | 25 tháng 10, 1963 (24 tuổi) |         | Beerschot          |
|    | HV | Kolombo N'Kongolo         | 17 tháng 7, 1961 (26 tuổi)  |         | S.C. Espinho       |
|    | TV | Lemba Basuala             | 3 tháng 3, 1965 (23 tuổi)   |         | O Elvas            |
|    | TV | Jacques Kinkomba Kingambo | 4 tháng 1, 1962 (26 tuổi)   |         | Sint-Truiden       |
|    | TV | Lutonadio                 | 5 tháng 6, 1965 (22 tuổi)   |         | Beerschot          |
|    | TV | Tueba Menayane            | 13 tháng 3, 1963 (25 tuổi)  |         | S.L. Benfica       |
|    | TV | Jean-Santos Muntubila     | 20 tháng 12, 1958 (29 tuổi) |         | SC Bastia          |
|    | TV | Mboté N'Dinga             | 11 tháng 9, 1966 (21 tuổi)  |         | Vitória Guimarães  |
|    | TĐ | Eugène Kabongo            | 3 tháng 11, 1960 (27 tuổi)  |         | Olympique Lyonnais |
|    | TĐ | Richard Mapuata N'Kiambi  | 27 tháng 2, 1965 (23 tuổi)  |         | Belenenses         |
|    | TĐ | Gaston Mobati             | 4 tháng 9, 1961 (26 tuổi)   |         | Lille OSC          |
|    | TĐ | Monduone N'Kama           | 28 tháng 7, 1960 (27 tuổi)  |         | Vitória Guimarães  |

## Bảng B

### Cameroon
Huấn luyện viên:  Claude Le Roy
| Số | Vt | Cầu thủ              | Ngày sinh (tuổi)            | Số trận | Câu lạc bộ             |
| -- | -- | -------------------- | --------------------------- | ------- | ---------------------- |
| 1? | TM | Joseph-Antoine Bell  | 8 tháng 10, 1954 (33 tuổi)  |         | Olympique de Marseille |
| 16 | TM | Jacques Songo'o      | 17 tháng 3, 1964 (23 tuổi)  |         | Tonnerre Yaoundé       |
| 21 | HV | Richard Abéna        | 25 tháng 5, 1960 (27 tuổi)  |         | Canon Yaoundé          |
| 6  | HV | Emmanuel Kundé       | 15 tháng 7, 1956 (31 tuổi)  |         | Canon Yaoundé          |
| 4  | HV | Benjamin Massing     | 20 tháng 6, 1962 (25 tuổi)  |         |                        |
| 5  | HV | Victor Ndip          | 18 tháng 8, 1967 (20 tuổi)  |         |                        |
| 20 | HV | Charles Ntamark      | 22 tháng 7, 1964 (23 tuổi)  |         | Boreham Wood           |
| 14 | HV | Stephen Tataw        | 31 tháng 3, 1963 (24 tuổi)  |         | Tonnerre Yaoundé       |
| 2  | TV | André Kana-Biyik     | 1 tháng 9, 1965 (22 tuổi)   |         | Diamant Yaoundé        |
| 8  | TV | Emile Mbouh-Mbouh    | 30 tháng 5, 1966 (21 tuổi)  |         | Diamant Yaoundé        |
| 10 | TV | Louis-Paul Mfédé     | 26 tháng 2, 1961 (27 tuổi)  |         | Canon Yaoundé          |
| 19 | TV | Bertin Ollé Ollé     | 30 tháng 11, 1961 (26 tuổi) |         | Tonnerre Yaoundé       |
| 18 | TĐ | Bonaventure Djonkep  | 20 tháng 8, 1961 (26 tuổi)  |         | Union Douala           |
|    | TĐ | Eugène Ekéké         | 30 tháng 5, 1960 (27 tuổi)  |         | Stade Quimperois       |
| 12 | TĐ | Cyril Makanaky       | 28 tháng 6, 1965 (22 tuổi)  |         | SC Toulon              |
| 17 | TĐ | Jean-Denis Mandengué |                             |         |                        |
| 9  | TĐ | Roger Milla          | 20 tháng 5, 1952 (35 tuổi)  |         | Montpellier HSC        |
|    | TĐ | François Omam-Biyik  | 21 tháng 5, 1966 (21 tuổi)  |         | Stade Lavallois        |
| 13 | HV | Bertin Ebwellé       | 11 tháng 9, 1962 (25 tuổi)  |         | Tonnerre Yaoundé       |

### Ai Cập
Huấn luyện viên:  Mike Smith
| Số | Vt | Cầu thủ          | Ngày sinh (tuổi)            | Số trận | Câu lạc bộ       |
| -- | -- | ---------------- | --------------------------- | ------- | ---------------- |
|    | TM | Ahmed Shobair    | 28 tháng 9, 1960 (27 tuổi)  |         | Al Ahly          |
|    | HV | Ashraf Kasem     | 25 tháng 7, 1966 (21 tuổi)  |         | Zamalek          |
|    | HV | Ibrahim Hassan   | 10 tháng 8, 1966 (21 tuổi)  |         | Al Ahly          |
|    | HV | Mohamed Omar     |                             |         | El-Ittihad       |
|    | HV | Hamada Sedki     | 25 tháng 8, 1961 (26 tuổi)  |         | Al Ahly          |
|    | HV | Hesham Yakan     | 10 tháng 8, 1962 (25 tuổi)  |         | Zamalek          |
|    | HV | Rabie Yassin     | 7 tháng 9, 1960 (27 tuổi)   |         | Al Ahly          |
|    | TV | Gamal Abdelhamid | 24 tháng 11, 1957 (30 tuổi) |         | Zamalek          |
|    | TV | Shawky Ghareeb   | 26 tháng 2, 1959 (29 tuổi)  |         | Ghazl El-Mehalla |
|    | TV | Osama Orabi      | 25 tháng 1, 1962 (26 tuổi)  |         | Al Ahly          |
|    | TV | Tarek Yehia      | 10 tháng 9, 1961 (26 tuổi)  |         | Zamalek          |
|    | TV | Ayman Younes     | 20 tháng 2, 1964 (24 tuổi)  |         | Zamalek          |
|    | TV | Ismail Youssef   | 28 tháng 6, 1964 (23 tuổi)  |         | Zamalek          |
|    | TĐ | Hossam Hassan    | 10 tháng 8, 1966 (21 tuổi)  |         | Al Ahly          |

### Kenya
Huấn luyện viên: Chris Makokha
| Số | Vt | Cầu thủ             | Ngày sinh (tuổi)           | Số trận | Câu lạc bộ    |
| -- | -- | ------------------- | -------------------------- | ------- | ------------- |
|    | TM | Washington Muhanji  |                            |         |               |
|    | TM | David Ochieng       |                            |         |               |
|    | HV | Wycliffe Anyangu    |                            |         |               |
|    | HV | Hassan Juma         |                            |         |               |
|    | HV | Tobias Ochola       |                            |         |               |
|    | HV | Austin Oduor        |                            |         |               |
|    | HV | Gabriel Olang       |                            |         |               |
|    | HV | Micky Weche         |                            |         |               |
|    | TV | George Adembo       |                            |         |               |
|    | TV | Wilberforce Mulamba |                            |         |               |
|    | TV | Douglas Mutua       | 30 tháng 5, 1962 (25 tuổi) |         |               |
|    | TV | Paul Ochieng        |                            |         |               |
|    | TV | John Okelo          |                            |         |               |
|    | TV | George Onyango      |                            |         |               |
|    | TV | Sammy Onyango       | 3 tháng 3, 1961 (27 tuổi)  |         | Gor Mahia     |
|    | TĐ | Sammy Ayoyi         |                            |         |               |
|    | TĐ | Peter Dawo          | 1964                       |         | Gor Mahia     |
|    | TĐ | Henry Motego        | 21 tháng 5, 1964 (23 tuổi) |         | Shabana Kisii |
|    | TĐ | David Odhiambo      |                            |         |               |

### Nigeria
Huấn luyện viên:  Manfred Höner
| Số | Vt | Cầu thủ            | Ngày sinh (tuổi)            | Số trận | Câu lạc bộ           |
| -- | -- | ------------------ | --------------------------- | ------- | -------------------- |
|    | TM | Peter Rufai        | 24 tháng 8, 1963 (24 tuổi)  |         | K.S.C. Lokeren       |
| 12 | HV | Augustine Eguavoen | 19 tháng 8, 1965 (22 tuổi)  |         | K.A.A. Gent          |
| 4  | HV | Stephen Keshi      | 31 tháng 1, 1962 (26 tuổi)  |         | R.S.C. Anderlecht    |
| 2  | HV | Uche Okafor        | 8 tháng 8, 1967 (20 tuổi)   |         | ACB Lagos            |
| 5  | HV | Yisa Sofoluwe      | 28 tháng 12, 1967 (20 tuổi) |         | Abiola Babes         |
| 10 | TV | Henry Nwosu        | 14 tháng 6, 1963 (24 tuổi)  |         | ACB Lagos            |
| 17 | TV | Folorunso Okenla   | 9 tháng 10, 1967 (20 tuổi)  |         |                      |
| 8  | TV | Samuel Okwaraji    | 19 tháng 5, 1964 (23 tuổi)  |         | VfB Stuttgart        |
|    | TĐ | Michael Obiku      | 24 tháng 9, 1968 (19 tuổi)  |         | Iwuanyanwu Nationale |
|    | TĐ | Oluwole Odegbami   | 5 tháng 10, 1962 (25 tuổi)  |         |                      |
| 14 | TĐ | Rashidi Yekini     | 23 tháng 10, 1963 (24 tuổi) |         | Africa Sports        |
| 16 | HV | Andrew Uwe         | 12 tháng 10, 1967 (20 tuổi) |         |                      |
| 15 | HV | Sunday Eboigbe     |                             |         |                      |
| 13 | HV | Bright Omokaro     | 24 tháng 2, 1965 (23 tuổi)  |         |                      |
|    | TV | Ademola Adeshina   | 4 tháng 6, 1964 (23 tuổi)   |         |                      |
| 18 | TĐ | Ndubuisi Okosieme  | 28 tháng 9, 1966 (21 tuổi)  |         |                      |
| 7  | TĐ | Humphrey Edobor    | 12 tháng 3, 1966 (22 tuổi)  |         |                      |
| 6  |    | Mike Odu           |                             |         |                      |